# Hilário Ribeiro
Hilário Ribeiro de Andrade e Silva (Porto Alegre, 1 de enero de 1847 - Río de Janeiro, 1 de octubre de 1886) fue un educador y escritor brasileño.
Hijo del profesor José Ribeiro de Andrade e Silva y de Emília Gonçalves de Mesquita Ribeiro, terminó la escuela en Porto Alegre y viajó a Río de Janeiro para estudiar medicina. Debido a una enfermedad tuvo que regresar a su ciudad natal y abandonar la carrera, dedicándose a la enseñanza.
Tuvo una escuela en el barrio de Azenha  donde estudiaron, entre otros, el sacerdote e inventor Landell de Moura. Fundó el Instituto Brasileño con su colega Apolinário Porto-Alegre. También fue, durante un breve período, profesor de dibujo en la Escuela Normal. Comenzó a escribir libros de texto que ganaron premios en exposiciones en Río de Janeiro y también en la Exposición Universal de París de 1889, donde obtuvo una medalla de plata.Algunos de ellos tuvieron mucho éxito, alcanzando cientos de ediciones, como Primeiro livro de leitura, Segundo livro de leitura y Cartilha nacional para ensino simultâneo de leitura e caligrafia..
Fue miembro de la Sociedad Partenón Literario, colaborando intensamente en su Revista Mensal, y autor de obras de teatro y poesía. También colaboró con el periódico literario Álbum do Domingo.
Se trasladó a Río de Janeiro donde fue nombrado profesor del Liceu de Artes e Ofícios. Abandonó su puesto para realizar otro viaje de promoción de sus libros en Brasil donde dio conferencias en escuelas y expuso sus ideas sobre la educación. Durante este tiempo, a principios de 1886, reunió material para escribir Brasil Pittoresco, una obra ilustrada sobre el país. Murió poco después, cuando ya preparaba un nuevo libro, Manuscripto Brazileiro.<ref=achy/> Su nombre bautiza una calle de Porto Alegre.